# Palazzo Marro
Palazzo Marro, Casa Marro, Casa-torre Marro e a volte soprannominata Castellaccio dagli abitanti del luogo, è una delle poche residenze signorili di epoca medievale oggi sopravvissute nel comune di Alba, in provincia di Cuneo, in Piemonte.

## Storia
Palazzo Marro venne edificato fra il tredicesimo e il quattordicesimo secolo su uno zoccolo quadrangolare che apparteneva al podio di un tempio di epoca romana e a cui vennero addossati diversi corpi di fabbrica poi demoliti fra il 1857 e il 1884 durante alcuni lavori di restauro e ampliamento della contigua Piazza Pertinace. In seguito ad alcune recenti operazioni di restauro e ristrutturazione, l'edificio recuperò in parte le sue caratteristiche medievali e venne portato alla luce il tempio di epoca romana alle sue fondamenta. Nonostante la sua mole massiccia, Casa Marro viene annoverata fra le "cento torri" che caratterizzano la cittadina.

## Descrizione

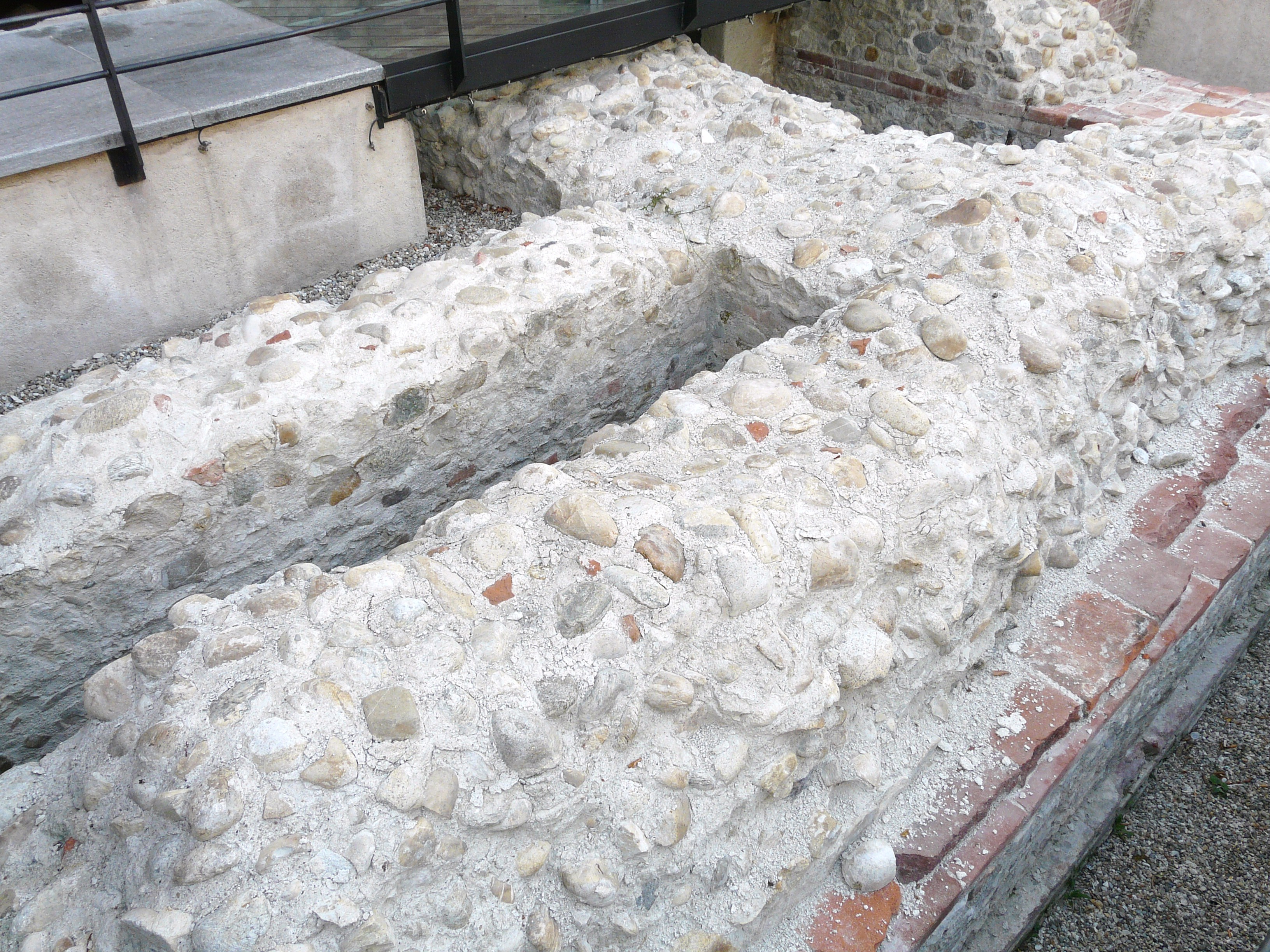
Le rovine romane ai piedi dell'edificio

Palazzo Marro è l'edificio medievale più imponente di Alba e si trattava con grande probabilità di una dimora signorile a scopo difensivo. Esso presenta una pianta a forma di rettangolo in cui il lato maggiore è quasi tre volte più lungo di quello minore. La muratura alla base dell'edificio è composta da pietre in quanto meno deteriorabili dei mattoni. Sui quattro lati l'edificio è contornato da tre corsi di archetti pensili a tutto sesto e non sempre regolari. Fra il secondo e il terzo ordine vi sono due corsi di mattoni messi a dente di sega. La facciata occidentale presenta una decorazione a forma di rombi in pietra grigia che, sebbene si presuma essere un motivo ornamentale, non è da escludere che potesse essere uno stemma signorile. L'edificio si affaccia lungo il lato meridionale e quello occidentale su Piazza Pertinace ed è antistante la chiesa di San Giovanni.